# Список призёров летних Олимпийских игр 1968
XIX летние Олимпийские игры проводились в Мехико (Мексика) с 12 по 27 октября 1968 года.

## Академическая гребля[1]
| Дисциплина                      | Золото | Серебро | Бронза |
| ------------------------------- | --- | --- | --- |
| Одиночки                        | Хенри Винесе Нидерланды | Йохен Майснер ФРГ | Альберто Демидди Аргентина |
| Двойки парные                   | СССР · Анатолий Сасс · Александр Тимошинин | Нидерланды · Хенрикус Дрог · Лендерт ван Дис                                                                                       | США · Джон Нанн · Билл Мар |
| Двойки распашные без рулевого   | ГДР · Хайнц-Юрген Боте · Йорг Лукке | США · Ларри Хаф · Тони Джонсон | Дания · Петер Кристиансен · Иб Ларсен |
| Двойки распашные с рулевым      | Италия · Примо Баран · Ренцо Самбо · Бруно Чиполла | Нидерланды · Херман Сюселбек · Хадриан ван Нес · Родерик Рейндерс                                                                  | Дания · Йёрн Краб · Харри Йоргенсен · Пребен Краб |
| Четвёрки распашные без рулевого | ГДР · Дитер Шуберт · Франк Форбергер · Дитер Гран · Франк Рюле                                                                                          | Венгрия · Золтан Мелиш · Йожеф Чермей · Дьёрдь Шарлош · Анталь Мелиш                                                               | Италия · Ренато Босатта · Пьер Конти-Манцини · Туллио Баралья · Абрамо Альбини                                                                                              |
| Четвёрки распашные с рулевым    | Новая Зеландия · Дик Джойс · Росс Коллиндж · Дадли Стори · Уоррен Коул · Саймон Дики                                                                    | ГДР · Петер Кремц · Дитер Земецки · Манфред Гельпке · Роланд Гёлер · Клаус Якоб                                                    | Швейцария · Денис Освальд · Петер Боллигер · Хуго Васер · Якоб Гроб · Готтлиб Фрёлих                                                                                        |
| Восьмёрки                       | ФРГ · Хорст Мейер · Вольфганг Хоттенротт · Дирк Шрейер · Эгберт Хиршфельдер · Рюдигер Хенинг · Йорг Зиберт · Лютц Ульбрихт · Николаус Отт · Гюнтер Тирш | Австралия · Альф Давэл · Дэвид Дуглас · Майкл Морган · Джон Рэнч · Джо Фацио · Гэри Пёрс · Петер Диксон · Боб Шерло · Алан Гроувер | СССР · Зигмас Юкна · Антанас Богданавичюс · Витаутас Бредис · Юрий Лоренцсон · Валентин Кравчук · Александр Мартышкин · Владимир Стерлик · Виктор Суслин · Юозас Ягелавичюс |

## Баскетбол[2]
| Золото | Серебро | Бронза |
| США Майк Баррет · Джон Клоусон · Дональд Ди · Кельвин Фаулер · Спенсер Хэйвуд · Билл Хоскет · Джеймс Кинг · Глинн Солтерс · Чарли Скотт · Майкл Силимэн · Кен Спэйн · Джозеф Уайт | Югославия Драгутин Чермак · Крешимир Чосич · Владимир Цветкович · Иво Данеу · Радивое Корач · Трайко Райкович · Зоран Мароевич · Драгослав Разнатович · Петар Сканси · Дамир Сольман · Никола Плекаш · Алёша Зорга | СССР Анатолий Поливода · Анатолий Крикун · Вадим Капранов · Владимир Андреев · Сергей Коваленко · Модестас Паулаускас · Яак Липсо · Геннадий Вольнов · Прийт Томсон · Зураб Саканделидзе · Юрий Селихов · Сергей Белов |

## Баскская пелота[3]
Баскская пелота на летней Олимпиаде 1968 года была представлена как показательный вид спорта, и потому завоёванные в этом виде медали не шли в общий командный зачёт. В программу Олимпиады пелота была включена в третий раз (ранее это случалось на играх 1900 и 1924 годов).
| Дисциплина               | Золото                                            | Серебро                                       | Бронза                                   |
| ------------------------ | ------------------------------------------------- | --------------------------------------------- | ---------------------------------------- |
| Сеста-пунта              | Братья Мирапеш, Беаскоэчеа, Арриен Испания        | Etcheverry, Camy, Borra, Fourneau Франция     | Братья Амуи, Андраде, Лансагорта Мексика |
| Палета с резиновым мячом | Бесерра, Рендон, Гастулуменди, Бальтасар Мексика  | Сетер, Утхе, Гоече, Кареселья Аргентина       | Ирольди, Д'Альба, Бель Уругвай           |
| Палета с кожаным мячом   | Братья Bareilts, Berrotaran, Goicoechea Франция   | Ансису, Кабальеро, Рейсабаль, Касадо Испания  | Санчес, Бельтран, Дель Валье Мексика     |
| Фронтенис                | Лоайса, Эрнандес, Сансиприан Мексика              | Сетер, Утхе Аргентина                         | Гарраус, Лерсунди, Иригарай Испания      |
| Ручная пелота            | Эскисабель, Басабе, Сакристан, Ирусубьета Испания | Arrillaga, Minondo, Lissar, Etchegoin Франция | Эрнандес, Товар, Риверо, Искердо Мексика |

## Бокс
| Дисциплина  | Золото                   | Серебро                  | Бронза                     |
| До 48 кг    | Франсиско Родригес (VEN) | Чи Ён Джу (KOR)          | Хуберт Скшипчак (POL)      |
| До 48 кг    | Франсиско Родригес (VEN) | Чи Ён Джу (KOR)          | Харлан Марбли (USA)        |
| До 51 кг    | Рикардо Дельгадо (MEX)   | Артур Олех (POL)         | Сервилиу де Оливейра (BRA) |
| До 51 кг    | Рикардо Дельгадо (MEX)   | Артур Олех (POL)         | Лео Рвабвого (UGA)         |
| До 54 кг    | Валериан Соколов (URS)   | Эридади Мукванга (UGA)   | Эйдзи Мориока (JPN)        |
| До 54 кг    | Валериан Соколов (URS)   | Эридади Мукванга (UGA)   | Чан Гю Чхоль (KOR)         |
| До 57 кг    | Антонио Рольдан (MEX)    | Альберт Робинсон (USA)   | Филип Варуинге (KEN)       |
| До 57 кг    | Антонио Рольдан (MEX)    | Альберт Робинсон (USA)   | Иван Михайлов (BUL)        |
| До 60 кг    | Ронни Харрис (USA)       | Юзеф Грудзень (POL)      | Звонимир Вуин (YUG)        |
| До 60 кг    | Ронни Харрис (USA)       | Юзеф Грудзень (POL)      | Калистрат Куцов (ROM)      |
| До 63,5 кг  | Ежи Кулей (POL)          | Энрике Регуэйферос (CUB) | Арто Нильссон (FIN)        |
| До 63,5 кг  | Ежи Кулей (POL)          | Энрике Регуэйферос (CUB) | Джеймс Уоллингтон (USA)    |
| До 67 кг    | Манфред Вольке (GDR)     | Жозеф Бессала (CMR)      | Марио Гильоти (ARG)        |
| До 67 кг    | Манфред Вольке (GDR)     | Жозеф Бессала (CMR)      | Владимир Мусалимов (URS)   |
| До 71 кг    | Борис Лагутин (URS)      | Роландо Гарбей (CUB)     | Джон Болдуин (USA)         |
| До 71 кг    | Борис Лагутин (URS)      | Роландо Гарбей (CUB)     | Гюнтер Майер (FRG)         |
| До 75 кг    | Крис Финнеган (GBR)      | Алексей Киселёв (URS)    | Агустин Сарагоса (MEX)     |
| До 75 кг    | Крис Финнеган (GBR)      | Алексей Киселёв (URS)    | Альфред Джонс (USA)        |
| До 81 кг    | Дан Позняк (URS)         | Йон Моня (ROM)           | Георгий Станков (BUL)      |
| До 81 кг    | Дан Позняк (URS)         | Йон Моня (ROM)           | Станислав Драган (POL)     |
| Свыше 81 кг | Джордж Форман (USA)      | Йонас Чепулис (URS)      | Джорджо Бамбини (ITA)      |
| Свыше 81 кг | Джордж Форман (USA)      | Йонас Чепулис (URS)      | Хоакин Роча (MEX)          |

## Борьба[4]

### Вольная борьба
| Категория   | Золото                 | Серебро                    | Бронза                             |
| ----------- | ---------------------- | -------------------------- | ---------------------------------- |
| До 52 кг    | Сигэо Наката Япония    | Ричард Сандерс США         | Чимэдбазарын Дамдиншарав Монголия  |
| До 57 кг    | Ёдзиро Уэтакэ Япония   | Дональд Бем США            | Абуталеб Талеби Иран               |
| До 63 кг    | Масааки Канэко Япония  | Енё Тодоров Болгария       | Шамседдин Сейид-Аббаси Иран        |
| До 70 кг    | Абдулла Мовахед Иран   | Енё Вылчев Болгария        | Данзандаржаагийн Сэрээтэр Монголия |
| До 78 кг    | Махмут Аталай Турция   | Даниэль Робен Франция      | Тумурийн Артаг Монголия            |
| До 87 кг    | Борис Гуревич СССР     | Жигжидийн Мунхбат Монголия | Продан Гарджев Болгария            |
| До 97 кг    | Ахмет Айик Турция      | Шота Ломидзе СССР          | Йожеф Чатари Венгрия               |
| Свыше 97 кг | Александр Медведь СССР | Осман Дуралиев Болгария    | Вильфрид Дитрих ФРГ                |

### Греко-римская борьба
| Категория   | Золото                  | Серебро                 | Бронза                      |
| ----------- | ----------------------- | ----------------------- | --------------------------- |
| До 52 кг    | Петр Киров Болгария     | Владимир Бакулин СССР   | Мирослав Земан Чехословакия |
| До 57 кг    | Янош Варга Венгрия      | Йон Бачиу Румыния       | Иван Кочергин СССР          |
| До 63 кг    | Роман Руруа СССР        | Хидэо Фудзимото Япония  | Симьон Попеску Румыния      |
| До 70 кг    | Мунэдзи Мунэмура Япония | Стеван Хорват Югославия | Петрос Галактопулос Греция  |
| До 78 кг    | Рудольф Веспер ГДР      | Даниэль Робен Франция   | Карой Байко Венгрия         |
| До 87 кг    | Лотар Метц ГДР          | Валентин Оленик СССР    | Бранислав Симич Югославия   |
| До 97 кг    | Боян Радев Болгария     | Николай Яковенко СССР   | Николае Мартинеску Румыния  |
| Свыше 97 кг | Иштван Козма Венгрия    | Анатолий Рощин СССР     | Петр Кмент Чехословакия     |

## Велоспорт[5]
| Дисциплина                                  | Золото                                                                                 | Серебро                                                                          | Бронза                                                                                 |
| ------------------------------------------- | -------------------------------------------------------------------------------------- | -------------------------------------------------------------------------------- | -------------------------------------------------------------------------------------- |
| Велошоссе Групповая гонка                   | Пьерфранко Вьянелли Италия                                                             | Лейф Мортенсен Дания                                                             | Йёста Петтерсон Швеция                                                                 |
| Велошоссе Командная гонка                   | Нидерланды · Йоп Зутемелк · Федор ден Хертог · Ян Крекелс · Рене Пейнен                | Швеция · Стуре Петтерссон · Томас Петтерссон · Эрик Петтерссон · Йёста Петтерсон | Италия · Пьерфранко Вьянелли · Джованни Брамуччи · Витторио Марчелли · Мауро Симонетти |
| Велотрек Гит 1000 м                         | Пьер Трантен Франция                                                                   | Нильс Фредборг Дания                                                             | Януш Кешковский Польша                                                                 |
| Велотрек Спринт                             | Даниэль Морелон Франция                                                                | Джордано Туррини Италия                                                          | Пьер Трантен Франция                                                                   |
| Тандем                                      | Франция · Даниэль Морелон · Пьер Трантен                                               | Нидерланды · Лейн Лувесейн · Ян Янсен                                            | Бельгия · Даниэль Гоэн · Робер ван Ланкер                                              |
| Велотрек Индивидуальная гонка преследования | Даниэль Ребильяр Франция                                                               | Могенс Йенсен Дания                                                              | Ксавер Курман Швейцария                                                                |
| Велотрек Командная гонка преследования      | Дания · Пер Йёргенсен · Рено Ольсен · Гуннар Асмуссен · Могенс Йенсен · Педер Педерсен | ФРГ · Карл Линк · Удо Хемпель · Карл-Хайнц Хенрихс · Юрген Кисснер               | Италия · Луиджи Ронкалья · Лоренцо Босисьо · Чиприано Кемелло · Джорджо Морбьято       |

## Водное поло[6]
| Дисциплина | Золото | Серебро | Бронза |
| ---------- | --- | --- | --- |
| Мужчины    | Югославия · Озрен Боначич · Деян Дабович · Здравко Хебел · Зоран Янкович · Роналд Лопатни · Урош Марович · Джёрдже Перишич · Мирослав Поляк · Мирко Сандич · Карло Стипанич · Иво Трумбич | СССР · Алексей Баркалов · Олег Бовин · Александр Долгушин · Вадим Гуляев · Юрий Григоровский · Борис Гришин · Леонид Осипов · Владимир Семёнов · Вячеслав Скок · Гиви Чикваная · Александр Шидловский | Венгрия · Андраш Боднар · Золтан Дёмётёр · Ласло Фелкаи · Ференц Конрад · Янош Конрад · Михай Майер · Ласло Шароши · Янош Штейнмец · Эндре Мольнар · Денеш Почик · Иштван Сивош-младший |

## Волейбол[7]
| Дисциплина | Золото | Серебро | Бронза |
| ---------- | --- | --- | --- |
| Женщины    | СССР · Людмила Булдакова · Татьяна Вейнберга · Валентина Виноградова · Вера Галушка · Вера Лантратова · Галина Леонтьева · Людмила Михайловская · Татьяна Поняева · Инна Рыскаль · Роза Салихова · Татьяна Сарычева · Нина Смолеева | Япония · Сэцуко Ёсида · Тоёко Ивахара · Сэцуко Иноуэ · Юко Касахара · Юкиё Кодзима · Сумиэ Оинума · Айко Онодзава · Куниэ Сисикура · Судзуэ Такаяма · Сатико Фукунака · Макико Фурукава · Кэйко Хама     | Польша · Халина Ашкелович · Ванда Веха · Кристина Крупа · Ядвига Марко-Ксёнжек · Юзефа Ледвиг · Кристина Остроменцкая · Эльжбета Пожец · Барбара Хермель-Немчик · Лидия Хмельницкая · Кристина Чайковская · Зофья Щенсневская · Кристина Якубовская |
| Мужчины    | СССР · Олег Антропов · Владимир Беляев · Иван Бугаенков · Владимир Иванов · Валерий Кравченко · Евгений Лапинский · Василиюс Матушевас · Виктор Михальчук · Георгий Мондзолевский · Юрий Поярков · Эдуард Сибиряков · Борис Терещук | Япония · Тадаёси Ёкота · Наохиро Икэда · Кэндзи Кимура · Исао Коидзуми · Масаюки Минами · Ясуаки Мицумори · Дзюнго Морита · Кацутоси Нэкода · Сэйдзи Око · Тэцуо Сато · Кэндзи Симаока · Мамору Сирагами | Чехословакия · Богумил Голиан · Зденек Грёссел · Любомир Зайишек · Петр Коп · Драгомир Коуделка · Йозеф Мусил · Владимир Петлак · Антонин Прохазка · Иржи Свобода · Йозеф Смолка · Франтишек Сокол · Павел Шенк                                     |

## Гребля на байдарках и каноэ[8]

### Мужчины
| Дисциплина                 | Золото                                                               | Серебро                                                                      | Бронза                                                              |
| -------------------------- | -------------------------------------------------------------------- | ---------------------------------------------------------------------------- | ------------------------------------------------------------------- |
| Каноэ-одиночка — 1000 м    | Тибор Татаи Венгрия                                                  | Детлеф Леве ФРГ                                                              | Виталий Галков СССР                                                 |
| Каноэ-двойка — 1000 м      | Румыния · Иван Пацайкин · Сергей Ковалёв                             | Венгрия · Тамаш Вихман · Дьюла Петрикович                                    | СССР · Наум Прокупец · Михаил Замотин                               |
| Байдарка-одиночка — 1000 м | Михай Хес Венгрия                                                    | Александр Шапаренко СССР                                                     | Эрик Хансен Дания                                                   |
| Байдарка-двойка — 1000 м   | СССР · Александр Шапаренко · Владимир Морозов                        | Венгрия · Чаба Гици · Иштван Тимар                                           | Австрия · Герхард Зайбольд · Гюнтер Пфафф                           |
| Байдарка-четвёрка — 1000 м | Норвегия · Стейнар Амундсен · Туре Бергер · Эгиль Сёбю · Ян Йохансен | Румыния · Антон Каленик · Хараламбие Иванов · Димитрие Иванов · Михай Цуркаш | Венгрия · Чаба Гици · Имре Сёллёши · Иштван Тимар · Иштван Чизмадиа |

### Женщины
| Дисциплина                | Золото                                   | Серебро                                  | Бронза                                     |
| ------------------------- | ---------------------------------------- | ---------------------------------------- | ------------------------------------------ |
| Байдарка-одиночка — 500 м | Людмила Пинаева СССР                     | Ренате Бройер ФРГ                        | Вьорика Думитру Румыния                    |
| Байдарка-двойка — 500 м   | ФРГ · Аннемари Циммерман · Росвита Эссер | Венгрия · Анна Пфеффер · Каталин Рожньои | СССР · Людмила Пинаева · Антонина Середина |

## Конный спорт[9]
| Дисциплина                     | Золото                                                                              | Серебро                                                                     | Бронза                                                                                          |
| ------------------------------ | ----------------------------------------------------------------------------------- | --------------------------------------------------------------------------- | ----------------------------------------------------------------------------------------------- |
| Выездка Личное первенство      | Иван Кизимов и Ихор СССР                                                            | Йозеф Неккерман и Mariano ФРГ                                               | Райнер Климке и Dux ФРГ                                                                         |
| Выездка Командное первенство   | ФРГ · Йозеф Неккерман и Mariano · Райнер Климке и Dux · Лизелотт Линзенхофф и Piaff | СССР · Елена Петушкова и Пепел · Иван Кизимов и Ихор · Иван Калита и Абсент | Швейцария · Анри Шаммартен и Wolfdietrich · Марианне Госсвайлер и Stephan · Густав Фишер и Wald |
| Троеборье Личное первенство    | Жан-Жак Гиён и Pitou Франция                                                        | Дерек Оллхьюзен и Lochinvar Великобритания                                  | Майкл Пэйдж и Foster США                                                                        |
| Троеборье Командное первенство | Великобритания · Дерек Оллхьюзен · Ричард Мид · Рюбен Джоунс                        | США · Майкл Пэйдж · Джеймс Уоффорд · Майкл Пламб                            | Австралия · Уэйн Ройкрофт · Брайен Кобкрофт · Билл Ройкрофт                                     |
| Конкур Личное первенство       | Уильям Стейнкраус и Snowbound США                                                   | Марион Коакс и Stroller Великобритания                                      | Дэвид Брум и Mr. Softee Великобритания                                                          |
| Конкур Командное первенство    | Канада · Джеймс Дэй · Томас Гейфорд · Джим Элдер                                    | Франция · Жан-Марсель Розье · Жану Лефевр · Пьер-Жонкьер Д’Ориола           | ФРГ · Херман Шридде · Альвин Шокемёле · Ханс Гюнтер Винклер                                     |

## Лёгкая атлетика[10]

### Мужчины
| Дисциплины       | Золото                                                   | Золото     | Серебро                                                          | Серебро  | Бронза                                                                  | Бронза   |
| ---------------- | -------------------------------------------------------- | ---------- | ---------------------------------------------------------------- | -------- | ----------------------------------------------------------------------- | -------- |
| 100 м            | Джим Ханс США                                            | 9,95 WR    | Миллер, Леннокс Ямайка                                           | 10,04    | Грин, Чарлз США                                                         | 10,07    |
| 200 м            | Смит, Томми США                                          | 19,83 WR   | Норман, Питер Австралия                                          | 20,06 NR | Карлос, Джон США                                                        | 20,10    |
| 400 м            | Эванс, Ли США                                            | 43,86 WR   | Джеймс, Ларри США                                                | 43,97    | Фримэн, Рон США                                                         | 44,41    |
| 800 м            | Даубелл, Ральф Австралия                                 | 1:44,40 WR | Кипругут, Уилсон Кения                                           | 1:44,57  | Фаррелл, Том США                                                        | 1:45,46  |
| 1500 м           | Кейно, Кипчоге Кения                                     | 3:34,91 OR | Райан, Джим США                                                  | 3:37,89  | Туммлер, Бодо ФРГ                                                       | 3:39,08  |
| 5000 м           | Гаммуди, Мохаммед Тунис                                  | 14:05,01   | Кейно, Кипчоге Кения                                             | 14:05,61 | Тему, Нафтали Кения                                                     | 14:06,41 |
| 10 000 м         | Тему, Нафтали Кения                                      | 29:27,40   | Волде, Мамо Эфиопия                                              | 29:27,75 | Гаммуди, Мохаммед Тунис                                                 | 29:34,20 |
| Марафон          | Волде, Мамо Эфиопия                                      | 2:20:27    | Кимихара, Кэндзи Япония                                          | 2:23:31  | Райан, Майк Новая Зеландия                                              | 2:23:45  |
| 110 м с/б        | Дэйвенпорт, Вилли США                                    | 13,33 WR   | Холл, Эрвин США                                                  | 13,42    | Оттоз, Эдди Италия                                                      | 13,46    |
| 400 м с/б        | Хэмери, Дэвид Великобритания                             | 48,12 WR   | Хенниге, Герхард ФРГ                                             | 49,02    | Шервуд, Джон Великобритания                                             | 49,03    |
| 3000 м с/пр      | Бивотт, Амос Кения                                       | 8:51,02    | Кого, Бенджамин Кения                                            | 8:51,56  | Джордж Янг США                                                          | 8:51,86  |
| Эстафета 4×100 м | США Грин, Чарлз Пендер, Мел Смит, Ронни Рей Хайнс, Джим  | 38,24 WR   | Куба Рамирес, Эрмес Моралес, Хуан Монтес, Пабло Фигерола, Энрике | 38,40    | Франция Фенуи, Жерар Делькур, Жоселин Пикема, Клод Бамбю, Роже          | 38,43    |
| Эстафета 4×400 м | США Мэттьюз, Винсент Фримэн, Рон Джеймс, Лэрри Эванс, Ли | 2:56,16 WR | Кения Рудиша, Дэниэл Ньямау, Хезахиа Бон, Нафтали Асати, Чарлз   | 2:59,64  | ФРГ Мюллер, Хелмар Киндер, Манфред Хенниге, Герхард Йеллингхауз, Мартин | 3:00,57  |
| Ходьба 20 км     | Голубничий, Владимир СССР                                | 1:33:58    | Педраса, Хосе Мексика                                            | 1:34:00  | Смага, Николай СССР                                                     | 1:34:03  |
| Ходьба 50 км     | Хёне, Кристоф · ГДР                                      | 4:20:14    | Кисс, Антал Венгрия                                              | 4:30:17  | Янг, Лэрри США                                                          | 4:31:55  |
| Прыжки в высоту  | Фосбери, Дик США                                         | 2,24 OR    | Кэрутерс, Эд США                                                 | 2,22     | Гаврилов, Валентин СССР                                                 | 2,20     |
| Прыжки с шестом  | Сигрен, Боб США                                          | 5,40 OR    | Шипровски, Клаус ФРГ                                             | 5,40     | Нордвиг, Вольфганг · ГДР                                                | 5,40     |
| Прыжки в длину   | Бимон, Боб США                                           | 8,90 WR    | Беер, Клаус · ГДР                                                | 8,19     | Бостон, Ральф США                                                       | 8,16     |
| Тройной прыжок   | Виктор Санеев СССР                                       | 17,39 WR   | Пруденсио, Нельсон Бразилия                                      | 17,27    | Джентиле, Джузеппе Италия                                               | 17,22    |
| Толкание ядра    | Мэтсон, Рэнди США                                        | 20,54 OR   | Вудс, Джордж США                                                 | 20,12    | Эдуард Гущин СССР                                                       | 20,09    |
| Метание диска    | Ортер, Эл США                                            | 64,78 OR   | Мильде, Лотар · ГДР                                              | 63,08    | Данек, Людвик                                                           | 62,92    |
| Метание молота   | Живоцки, Дьюла Венгрия                                   | 73,36 OR   | Ромуальд Клим СССР                                               | 73,28    | Ловаш, Лазар Венгрия                                                    | 69,78    |
| Метание копья    | Лусис, Янис СССР                                         | 90,10 OR   | Киннунен, Йорма Финляндия                                        | 88,58    | Кульчар, Гергели Венгрия                                                | 87,06    |
| Десятиборье      | Туми, Билл США                                           | 8193 OR    | Вальде, Ханс-Йоахим ФРГ                                          | 8111     | Бендлин, Курт ФРГ                                                       | 8064     |

### Женщины
| Дисциплины       | Золото                                                              | Золото    | Серебро                                                                   | Серебро | Бронза                                                                         | Бронза |
| ---------------- | ------------------------------------------------------------------- | --------- | ------------------------------------------------------------------------- | ------- | ------------------------------------------------------------------------------ | ------ |
| 100 м            | Тайес, Вайомия США                                                  | 11,0 WR   | Феррелл, Барбара США                                                      | 11,1    | Ирена Шевиньская Польша                                                        | 11,1   |
| 200 м            | Ирена Шевиньская Польша                                             | 22,5 WR   | Бойль, Релен Австралия                                                    | 22,7    | Лэйми, Дженни Австралия                                                        | 22,8   |
| 400 м            | Бессон, Колетт Франция                                              | 52,0      | Боард, Лилиан Великобритания                                              | 52,1    | Печёнкина, Наталья СССР                                                        | 52,2   |
| 800 м            | Мэннинг, Мэделин США                                                | 2:00,9 WR | Силай, Иляна Румыния                                                      | 2:02,5  | Гоммерс, Мария Нидерланды                                                      | 2:02,6 |
| 80 м с/б         | Кэйрд, Морин Австралия                                              | 10,3 WR   | Килборн, Пэм Австралия                                                    | 10,4    | Цзи Чжэн Тайвань                                                               | 10,4   |
| Эстафета 4×100 м | США Бэйлс, Маргарэт Феррелл, Барбара Неттер, Милдретт Вайомия Тайес | 42,8 WR   | Куба Кесада, Виолетта Кобиан, Мигелина Элехарде, Марлен Ромай, Фульхенсия | 43,3    | СССР Галина Бухарина Людмила Самотёсова Вера Попкова Людмила Жаркова-Маслакова | 43,4   |
| Прыжки в высоту  | Резкова, Милослава                                                  | 1,82      | Лазарева, Антонина СССР                                                   | 1,80    | Козырь, Валентина СССР                                                         | 1,80   |
| Прыжки в длину   | Вискополяну, Вьорика Румыния                                        | 6,82 WR   | Шервуд, Шейла Великобритания                                              | 6,68    | Талышева, Татьяна СССР                                                         | 6,66   |
| Толкание ядра    | Гуммель, Маргитта · ГДР                                             | 19,61 WR  | Ланге, Марита · ГДР                                                       | 18,78   | Чижова, Надежда СССР                                                           | 18,19  |
| Метание диска    | Манолиу, Лия Румыния                                                | 58,28 OR  | Вестерманн, Лизель ФРГ                                                    | 57,76   | Клейбер, Йолан Венгрия                                                         | 54,90  |
| Метание копья    | Немет, Ангела Венгрия                                               | 60,36     | Пенеш, Михаэла Румыния                                                    | 59,92   | Эва Янко Австрия                                                               | 58,04  |
| Пятиборье        | Беккер, Ингрид ФРГ                                                  | 5098      | Лиза Прокоп Австрия                                                       | 4966    | Тот, Аннамария Венгрия                                                         | 4959   |

## Парусный спорт[11]
|                                                        | Золото                                                               | Серебро                                                           | Бронза                                                                |
| 5.5 mR Килевая яхта 14 яхт в классе                    | Швеция · Wasa IV · Ульф Сунделин · Петер Сунделин · Йорген Сунделин  | Швейцария · Toucan · Луи Новерра · Марсель Стерн · Берхард Дунанд | Великобритания · Yeoman · Робин Айшер · Адриен Джардин · Пол Эндерсон |
| Дракон Килевая яхта 23 яхты в классе                   | США · Cadenza · Джордж Фридрихс · Бартон Дженке · Джеральд Скрек     | Дания · Chock · Оге Бирх · Пол Хэй Енсен · Нильс Петер Маркуссен  | ГДР · Mutafo · Пауль Боровски · Карл Хайнц Тун · Конрад Вайхерт       |
| Летучий голландец двухместный швертбот 30 яхт в классе | Великобритания · Superdocius · Родни Пэттисон · Иэлн МакДональд-Смит | ФРГ Leda Ульрих Либор Петер Науман                                | Бразилия · Mack · Риналду Конрад · Буркхард Кордиш                    |
| Финн одноместный швертбот 36 яхт в классе              | СССР · Валентин Манкин                                               | Австрия · Хуберт Раудашль                                         | Италия · Фабио Альбарелли                                             |
| Звёздный двухместная килевая яхта 20 яхт в классе      | США · North Star · Лоуэлл Норт · Питер Бэррет                        | Норвегия · Sirene · Педер Лунде мл. · Пер-Олав Викен              | Италия · Romance · Франко Уавалло · Камило Гаргано                    |

## Плавание[12]

### Мужчины
| Дисциплина                       | Золото | Серебро                                                                                      | Бронза |
| -------------------------------- | --- | -------------------------------------------------------------------------------------------- | --- |
| 100 м вольным стилем             | Майкл Венден Австралия | Кеннет Уолш США                                                                              | Марк Спитц США |
| 200 м вольным стилем             | Майкл Венден Австралия | Дон Шолландер США                                                                            | Джон Нельсон США |
| 400 м вольным стилем             | Майкл Бёртон США | Ральф Хаттон Канада                                                                          | Ален Москони Франция |
| 1500 м вольным стилем            | Майкл Бёртон США | Джон Кинселла США                                                                            | Грегори Бро Австралия |
| 100 м на спине                   | Роланд Маттес ГДР | Чарльз Хиккокс США                                                                           | Рональд Миллс США |
| 200 м на спине                   | Роланд Маттес ГДР | Митчелл Айви США                                                                             | Джек Хорсли США |
| 100 м брассом                    | Дон Маккензи США | Владимир Косинский СССР                                                                      | Николай Панкин СССР |
| 200 м брассом                    | Фелипе Муньос Мексика | Владимир Косинский СССР                                                                      | Брайан Джоб США |
| 100 м баттерфляем                | Дуглас Расселл США | Марк Спитц США                                                                               | Росс Уэйлз США |
| 200 м баттерфляем                | Карл Роби США | Мартин Вудрофф Великобритания                                                                | Джон Феррис США |
| 200 м комплексным плаванием      | Чарльз Хиккокс США | Грегори Бакингэм США                                                                         | Джон Феррис США |
| 400 м комплексным плаванием      | Чарльз Хиккокс США | Гэри Холл-старший США                                                                        | Михаэль Хольтхаус ФРГ |
| Эстафета 4×100 м вольным стилем  | США · Захари Зорн · Стефен Рерих · Кеннет Уолш · Марк Спитц · Уильям Джонсон · Дэвид Джонсон · Майкл Уолл · Дон Шолландер           | СССР · Георгий Куликов · Виктор Мазанов · Семён Белиц-Гейман · Леонид Ильичёв · Сергей Гусев | Австралия · Грегори Роджерс · Роберт Кьюсэк · Роберт Виндл · Майкл Венден                                                                       |
| Эстафета 4×200 м вольным стилем  | США · Джон Нельсон · Стефен Рерих · Марк Спитц · Дон Шолландер · Уильям Джонсон · Дэвид Джонсон · Энди Стренк · Майкл Уолл          | Австралия · Грегори Роджерс · Грэйам Уайт · Роберт Виндл · Майкл Венден                      | СССР · Владимир Буре · Семён Белиц-Гейман · Георгий Куликов · Леонид Ильичёв                                                                    |
| Эстафета 4×100 м комбинированная | США · Чарльз Хиккокс · Дон Маккензи · Дуглас Расселл · Кеннет Уолш · Рональд Миллс · Честер Джастремски · Карл Роби · Дон Шолландер | ГДР · Роланд Маттес · Эгон Хеннингер · Хорст-Гюнтер Грегор · Франк Виганд                    | СССР · Юрий Громак · Владимир Немшилов · Владимир Косинский · Леонид Ильичёв · Виктор Мазанов · Николай Панкин · Юрий Суздальцев · Сергей Гусев |

### Женщины
| Дисциплина                       | Золото | Серебро                                                                                    | Бронза |
| -------------------------------- | --- | ------------------------------------------------------------------------------------------ | --- |
| 100 м вольным стилем             | Джан Хенне США | Сюзан Педерсен США                                                                         | Линда Густавсон США |
| 200 м вольным стилем             | Дебби Мейер США | Джан Хенне США                                                                             | Джейн Баркман США |
| 400 м вольным стилем             | Дебби Мейер США | Линда Густавсон США                                                                        | Карен Морас Австралия |
| 800 м вольным стилем             | Дебби Мейер США | Памела Крюз США                                                                            | Мария Тереса Рамирес Гомес Мексика                                                                                                 |
| 100 м на спине                   | Кей Холл США | Элен Таннер Канада                                                                         | Джейн Свагерти США |
| 200 м на спине                   | Лилиан Ватсон США | Элен Таннер Канада                                                                         | Кей Холл США |
| 100 м брассом                    | Джюрджя Бьедов Югославия                                                                                                  | Галина Прозуменщикова СССР                                                                 | Шарон Вичман США |
| 200 м брассом                    | Шарон Вичман США | Джюрджя Бьедов Югославия                                                                   | Галина Прозуменщикова СССР |
| 100 м баттерфляем                | Линетт Макклементс Австралия                                                                                              | Элеанор Даниель США                                                                        | Сюзан Шилдс США |
| 200 м баттерфляем                | Агье Кок Нидерланды | Хельга Линднер ГДР                                                                         | Элеанор Даниель США |
| 200 м комплексным плаванием      | Клаудиа Колб США | Сюзан Педерсен США                                                                         | Джан Хенне США |
| 400 м комплексным плаванием      | Клаудиа Колб США | Линн Видали США                                                                            | Сабине Штайнбах ГДР |
| Эстафета 4×100 м вольным стилем  | США · Джейн Баркман · Линда Густавсон · Сюзан Педерсен · Джан Хенне                                                       | ГДР · Габриеле Вецко · Габриеле Пертес · Росвита Краузе · Ута Шмук · Мартина Грунерт       | Канада · Анджела Кафлен · Марилин Корсон · Элен Таннер · Марион Лей                                                                |
| Эстафета 4×100 м комбинированная | США · Кей Холл · Кэтрин Болл · Элеанор Даниель · Сюзан Педерсен · Джейн Свагерти · Сьюзи Джонс · Сюзан Шилдс · Джан Хенне | Австралия · Линне Ватсон · Джуди Плейфэр · Линетт Макклементс · Джанет Стейнбек · Лин Белл | ФРГ · Ангелика Краус · Ута Фромматер · Хайке Хустеде · Хайдемари Райнек · Мартина Грунерт · Ева Виттке · Хельга Линднер · Ута Шмук |

## Прыжки в воду[13]

### Мужчины
| Дисциплина   | Золото               | Серебро                  | Бронза           |
| ------------ | -------------------- | ------------------------ | ---------------- |
| Трамплин 3 м | Бернард Райтсон США  | Клаус Дибиаси Италия     | Джеймс Хенри США |
| Вышка        | Клаус Дибиаси Италия | Альваро Гаксиола Мексика | Эдвин Янг США    |

### Женщины
| Дисциплина   | Золото                      | Серебро               | Бронза               |
| ------------ | --------------------------- | --------------------- | -------------------- |
| Трамплин 3 м | Сюзанна Госсик США          | Тамара Погожева СССР  | Кеала О'Салливан США |
| Вышка        | Милена Дучкова Чехословакия | Наталья Лобанова СССР | Анн Петерсон США     |

## Современное пятиборье[14]
| Дисциплина           | Золото                                                      | Серебро                                                       | Бронза                                                           |
| -------------------- | ----------------------------------------------------------- | ------------------------------------------------------------- | ---------------------------------------------------------------- |
| Личное первенство    | Бьёрн Ферм Швеция 4964                                      | Андраш Бальцо Венгрия 4953                                    | Павел Леднёв СССР 4795                                           |
| Командное первенство | Венгрия 14 325 · Андраш Бальцо · Иштван Мона · Ференц Тёрёк | СССР 14 248 · Павел Леднёв · Борис Онищенко · Стасис Шапарнис | Франция 13 289 · Рауль Геган · Люсьен Гиге · Жан-Пьер Джудичелли |

## Спортивная гимнастика[15]

### Мужчины
| Дисциплина            | Золото                                                                                           | Серебро | Бронза                                                                                          |
| --------------------- | ------------------------------------------------------------------------------------------------ | --- | ----------------------------------------------------------------------------------------------- |
| Командное первенство  | Япония · Юкио Эндо · Савао Като · Такэси Като · Эйдзо Кэммоцу · Акинори Накаяма · Мицуо Цукахара | СССР · Сергей Диомидов · Валерий Ильиных · Валерий Карасёв · Виктор Клименко · Виктор Лисицкий · Михаил Воронин | ГДР · Зигфрид Фюлле · Клаус Кёсте · Петер Вебер · Гюнтер Байер · Маттиас Бреме · Герхард Дитрих |
| Абсолютное первенство | Савао Като Япония                                                                                | Михаил Воронин СССР                                                                                             | Акинори Накаяма Япония                                                                          |
| Вольные упражнения    | Савао Като Япония                                                                                | Акинори Накаяма Япония                                                                                          | Такэси Като Япония                                                                              |
| Конь                  | Мирослав Церар Югославия                                                                         | Олли Лайхо Финляндия                                                                                            | Михаил Воронин СССР                                                                             |
| Кольца                | Акинори Накаяма Япония                                                                           | Михаил Воронин СССР                                                                                             | Савао Като Япония                                                                               |
| Опорный прыжок        | Михаил Воронин СССР                                                                              | Юкио Эндо Япония                                                                                                | Сергей Диомидов СССР                                                                            |
| Брусья                | Акинори Накаяма Япония                                                                           | Михаил Воронин СССР                                                                                             | Виктор Клименко СССР                                                                            |
| Перекладина           | Михаил Воронин СССР                                                                              | не присуждалась                                                                                                 | Эйдзо Кэммоцу Япония                                                                            |
| Перекладина           | Акинори Накаяма Япония                                                                           | не присуждалась                                                                                                 | Эйдзо Кэммоцу Япония                                                                            |

### Женщины
| Дисциплина            | Золото | Серебро | Бронза                                                                                              |
| --------------------- | --- | --- | --------------------------------------------------------------------------------------------------- |
| Командное первенство  | СССР · Зинаида Воронина · Любовь Бурда · Ольга Карасёва · Наталья Кучинская · Лариса Петрик · Людмила Турищева | Чехословакия · Вера Чаславска · Марианна Крайчирова · Яна Кубичкова · Гана Лишкова · Богумила Ржимначова · Мирослава Скленичкова | ГДР · Магдалена Шмидт · Уте Штарке · Эрика Цухольд · Маритта Бауэршмидт · Карин Янц · Марианна Ноак |
| Абсолютное первенство | Вера Чаславска Чехословакия                                                                                    | Зинаида Воронина СССР | Наталья Кучинская СССР                                                                              |
| Опорный прыжок        | Вера Чаславска Чехословакия                                                                                    | Эрика Цухольд ГДР | Зинаида Воронина СССР                                                                               |
| Брусья                | Вера Чаславска Чехословакия                                                                                    | Карин Янц ГДР | Зинаида Воронина СССР                                                                               |
| Бревно                | Наталья Кучинская СССР                                                                                         | Вера Чаславска Чехословакия | Лариса Петрик СССР                                                                                  |
| Вольные упражнения    | Лариса Петрик СССР                                                                                             | не присуждалась | Наталья Кучинская СССР                                                                              |
| Вольные упражнения    | Вера Чаславска Чехословакия                                                                                    | не присуждалась | Наталья Кучинская СССР                                                                              |

## Стрельба[16]
| Дисциплина                                   | Золото                       | Серебро                 | Бронза                        |
| -------------------------------------------- | ---------------------------- | ----------------------- | ----------------------------- |
| Скорострельный пистолет, 25 м                | Юзеф Запендзкий Польша       | Марчел Рошка Румыния    | Ренарт Сулейманов СССР        |
| Пистолет, 50 м                               | Григорий Косых СССР          | Хайнц Мертель ФРГ       | Харальд Фольмар ГДР           |
| Малокалиберная винтовка лёжа, 50 м           | Ян Курка Чехословакия        | Ласло Хаммерль Венгрия  | Иэн Бэллинджер Новая Зеландия |
| Малокалиберная винтовка с трёх позиций, 50 м | Бернд Клингнер ФРГ           | Джон Райтер США         | Виталий Пархимович СССР       |
| Произвольная винтовка с трёх позиций, 300 м  | Гэри Андерсон США            | Валентин Корнев СССР    | Курт Мюллер Швейцария         |
| Трап                                         | Боб Брейтуэйт Великобритания | Томас Гэрригас США      | Курт Чекалла ГДР              |
| Скит                                         | Евгений Петров СССР          | Романо Гараньяни Италия | Конрад Вирнхир ФРГ            |

## Теннис

### Показательный турнир
| Дисциплина                | Золото                                    | Серебро                                     | Бронза                                       |
| ------------------------- | ----------------------------------------- | ------------------------------------------- | -------------------------------------------- |
| Женщины. Одиночный разряд | Хельга Ниссен ФРГ                         | Джейн Барткович США                         | Джули Хелдман США                            |
| Мужчины. Одиночный разряд | Мануэль Сантана Испания                   | Мануэль Орантес Испания                     | Герберт Фицгиббон США                        |
| Женщины. Парный разряд    | ФРГ · Эдда Будинг · Хельга Ниссен         | Роса Мария Дармон Франция Джули Хелдман США | США · Джейн Барткович · Валери Зигенфасс     |
| Мужчины. Парный разряд    | Мексика · Рафаэль Осуна · Висенте Сарасуа | Испания · Хуан Хисберт · Мануэль Сантана    | Пьер Дармон Франция Хоакин Лойо-Майо Мексика |
| Смешанный Парный разряд   | США · Джули Хелдман · Герберт Фицгиббон   | ФРГ · Хельга Ниссен · Юрген Фассбендер      | США · Джейн Барткович · Джеймс Осборн        |

### Выставочный турнир
| Дисциплина                | Золото                                      | Серебро                                      | Бронза                                                |                                                |
| ------------------------- | ------------------------------------------- | -------------------------------------------- | ----------------------------------------------------- | ---------------------------------------------- |
| Женщины. Одиночный разряд | Джейн Барткович США                         | Джули Хелдман США                            | Мария-Эухения Гусман Эквадор                          | Сюзана Петерсен Бразилия                       |
| Мужчины. Одиночный разряд | Рафаэль Осуна Мексика                       | Инго Будинг ФРГ                              | Владимир Коротков СССР                                | Никола Пьетранджели Италия                     |
| Женщины. Парный разряд    | Роса Мария Дармон Франция Джули Хелдман США | США · Джейн Барткович · Валери Зигенфасс     | Мария-Эухения Гусман Эквадор Сюзана Петерсен Бразилия | Сесилия Росадо Мексика Зайга Янсоне СССР       |
| Мужчины. Парный разряд    | Мексика · Рафаэль Осуна · Висенте Сарасуа   | Пьер Дармон Франция Хоакин Лойо-Майо Мексика | Франсиско Гусман Эквадор Теймураз Какулия СССР        | СССР · Анатолий Волков · Владимир Коротков     |
| Смешанный Парный разряд   | СССР · Зайга Янсоне · Владимир Коротков     | Инго Будинг ФРГ Джейн Барткович США          | Франция · Роса Мария Дармон · Пьер Дармон             | Теймураз Какулия СССР Сюзана Петерсен Бразилия |

## Тяжёлая атлетика[17]
| Дисциплина  | Золото                       | Серебро              | Бронза                   |
| ----------- | ---------------------------- | -------------------- | ------------------------ |
| 56 кг       | Мохаммад Насири Иран         | Имре Фёльди Венгрия  | Хенрик Трембицкий Польша |
| 60 кг       | Ёсинобу Миякэ Япония         | Давид Шанидзе СССР   | Ёсиюки Миякэ Япония      |
| 67,5 кг     | Вальдемар Башановский Польша | Парвиз Джалаер Иран  | Мариан Зелиньский Польша |
| 75 кг       | Виктор Куренцов СССР         | Масуси Оути Япония   | Карой Бакош Венгрия      |
| 82,5 кг     | Борис Селицкий СССР          | Владимир Беляев СССР | Норберт Озимек Польша    |
| 90 кг       | Каарло Кангасниеми Финляндия | Яан Тальтс СССР      | Марек Голомб Польша      |
| свыше 90 кг | Леонид Жаботинский СССР      | Серж Рединг Бельгия  | Джозеф Дьюб США          |

## Фехтование[18]

### Мужчины
| Дисциплина                  | Золото                                                                                     | Серебро                                                                                             | Бронза                                                                                            |
| --------------------------- | ------------------------------------------------------------------------------------------ | --------------------------------------------------------------------------------------------------- | ------------------------------------------------------------------------------------------------- |
| Шпага Личное первенство     | Дьёзё Кульчар Венгрия                                                                      | Григорий Крисс СССР                                                                                 | Джанлуиджи Саккаро Италия                                                                         |
| Шпага Командное первенство  | Венгрия · Чаба Феньвеши · Золтан Немере · Пал Шмитт · Дьёзё Кульчар · Пал Надь             | СССР · Григорий Крисс · Иосиф Витебский · Алексей Никанчиков · Юрий Смоляков · Виктор Модзолевский  | Польша · Бохдан Анджеевский · Михал Буткевич · Бохдан Гонсёр · Хенрик Нелаба · Казимеж Барбурский |
| Рапира Личное первенство    | Йонел Дрымбэ Румыния                                                                       | Йенё Камути Венгрия                                                                                 | Даниэль Ревеню Франция                                                                            |
| Рапира Командное первенство | Франция · Даниэль Ревеню · Жиль Беролатти · Кристиан Ноэль · Жан-Клод Маньян · Жак Димон   | СССР · Герман Свешников · Юрий Шаров · Василий Станкович · Виктор Путятин · Юрий Сисикин            | Польша · Витольд Войда · Збигнев Скрудлик · Рышард Парульский · Эгон Франке · Адам Лисевский      |
| Сабля Личное первенство     | Ежи Павловский Польша                                                                      | Марк Ракита СССР                                                                                    | Тибор Пежа Венгрия                                                                                |
| Сабля Командное первенство  | СССР · Владимир Назлымов · Виктор Сидяк · Эдуард Винокуров · Марк Ракита · Умяр Мавлиханов | Италия · Владимиро Каларезе · Микеле Маффей · Чезаре Сальвадори · Пьерлуиджи Кикка · Роландо Риголи | Венгрия · Тамаш Ковач · Янош Кальмар · Петер Баконьи · Миклош Месена · Тибор Пежа                 |

### Женщины
| Дисциплина                  | Золото                                                                                             | Серебро                                                                                                   | Бронза |
| --------------------------- | -------------------------------------------------------------------------------------------------- | --- | --- |
| Рапира Личное первенство    | Елена Белова СССР                                                                                  | Мария дель Пилар Рольдан Тапия Мексика                                                                    | Ильдико Уйлаки-Рейтё Венгрия                                                                                   |
| Рапира Командное первенство | СССР · Александра Забелина · Татьяна Самусенко · Елена Белова · Галина Горохова · Светлана Чиркова | Венгрия · Лидия Дёмёльки · Ильдико Фаркашински-Бобиш · Ильдико Уйлаки-Рейтё · Мария Гулачи · Паула Мароши | Румыния · Екатерина Шталь-Енчик · Иляна Дюлай-Дрымбэ · Мария Викол · Ольга Сабо-Орбан · Ана Дершидан-Эне-Паску |

## Футбол[19]
| Дисциплина | Золото | Серебро | Бронза |
| ---------- | --- | --- | --- |
| Футбол     | Венгрия | Болгария | Япония |
| Футбол     | Иштван Башти Антал Дунаи Лайош Дунаи Эрнё Ношко Дежё Новак Кароль Фатер Ласло Фазекаш Иштван Юхас Ласло Кеглович Лайош Кочиш Иван Менцель Ласло Надь Миклош Панчич Иштван Шаркёзи Лайош Сюч Золтан Сарка Миклош Салаи Тренер: Кароль Шоош | Стоян Йорданов Атанас Геров Георгий Христакиев Милко Гайдарский Кирилл Ивков Ивайло Георгиев Цветан Димитров Евгени Янчовски Петар Жеков Атанас Михайлов Аспарух Никодимов Кирилл Христов Георгий Цветков Тодор Николов Янко Димитров Иван Зафиров Михаил Гуонин Георгий Василев Тренер: Георгий Берков | Кэндзо Ёкояма Хироси Катаяма Масакацу Миямото Ёситада Ямагути Мицуо Камата Рёдзо Судзуки Киёси Томидзава Такадзи Мори Аритацу Оги Эйдзо Югути Сигэо Яэгаси Тэруки Миямото Масаси Ватанабэ Ясуюки Кувахара Кунисигэ Камамото Мацумото, Икуо Рюити Сугияма Масахиро Хамадзаки Тренер: Кэн Наганума |

## Хоккей на траве[20]
| Золото | Серебро | Бронза |
| Пакистан Тарик Азиз · Халид Махмуд · Джахангир Ахмад Батт · Саед Анвар · Муштак Ахмед · Риаз Уд-Дин · Закир Хуссейн · Риаз Ахмед · Абдул Рашид · Тарик Ниази · Танвир Дар · Гульраиз Ахтар · Мухаммад Асад Малик | Австралия Джеймс Мэсон · Роберт Хейг · Патрик Нилэн · Фредерик Куинн · Брайан Гленкросс · Дональд Мартин · Дональд Смарт · Артур Буш · Гордон Пирс · Раймонд Эванс · Десмонд Пипер · Дональд Мак-Уотерс · Пол Диринг · Джулиан Пирс · Рональд Райли · Эрик Пирс | Индия Раджендра Кристи · Гурбукс Сингх · Притхипал Сингх · Аджитпал Сингх · Бальбир I Сингх · Бальбир II Сингх · В. Дж. Петер · Харбиндер Сингх · Индер Сингх · Тарсем Сингх · Мунир Саит · Кришнамурти Перумал · Хармик Сингх · Джагджит Сингх · Бальбир III Сингх · Бальбир Сингх · Инам-ур Рахман. |